# Margaret Shea
Margaret Shea –conocida como Maggie Shea– (Chicago, 13 de julio de 1989) es una deportista estadounidense que compite en vela en la clase 49er FX.
Ganó una medalla de bronce en el Campeonato Mundial de 49er de 2020 y dos medallas en los Juegos Panamericanos, plata en 2019 y bronce en 2023.

## Palmarés internacional
| \| Campeonato Mundial \| Campeonato Mundial \| Campeonato Mundial \| Campeonato Mundial \| \| Año \| Lugar \| Medalla \| Clase \| \| -------------------- \| ------------------- \| ------------------ \| ------------------ \| \| 2020 \| Geelong (Australia) \| Medalla de bronce \| 49er FX \| \| Juegos Panamericanos \| \| \| \| \| Año \| Lugar \| Medalla \| Clase \| \| 2019 \| Lima (Perú) \| Medalla de plata \| 49er FX \| \| 2023 \| Santiago (Chile) \| Medalla de bronce \| 49er FX \| |                     |                   |         |
| Campeonato Mundial |                     |                   |         |
| Año | Lugar               | Medalla           | Clase   |
| 2020 | Geelong (Australia) | Medalla de bronce | 49er FX |
| Juegos Panamericanos |                     |                   |         |
| Año | Lugar               | Medalla           | Clase   |
| 2019 | Lima (Perú)         | Medalla de plata  | 49er FX |
| 2023 | Santiago (Chile)    | Medalla de bronce | 49er FX |